# لوئیز هنریکه دا سیلوا آلوز
لوئیز هنریکه دا سیلوا آلوز (به پرتغالی: Luiz Henrique da Silva Alves) هافبک، مهاجم اهل برزیل است که در شهر ریودو ژانیرو و در تاریخ ۲ ژوئیهٔ ۱۹۸۱ به دنیا آمده‌است.
لوئیز هنریکه دا سیلوا آلوز در تیم‌های فوتبال واسکو دوگاما سابقهٔ حضور دارد.